# Andlig musik

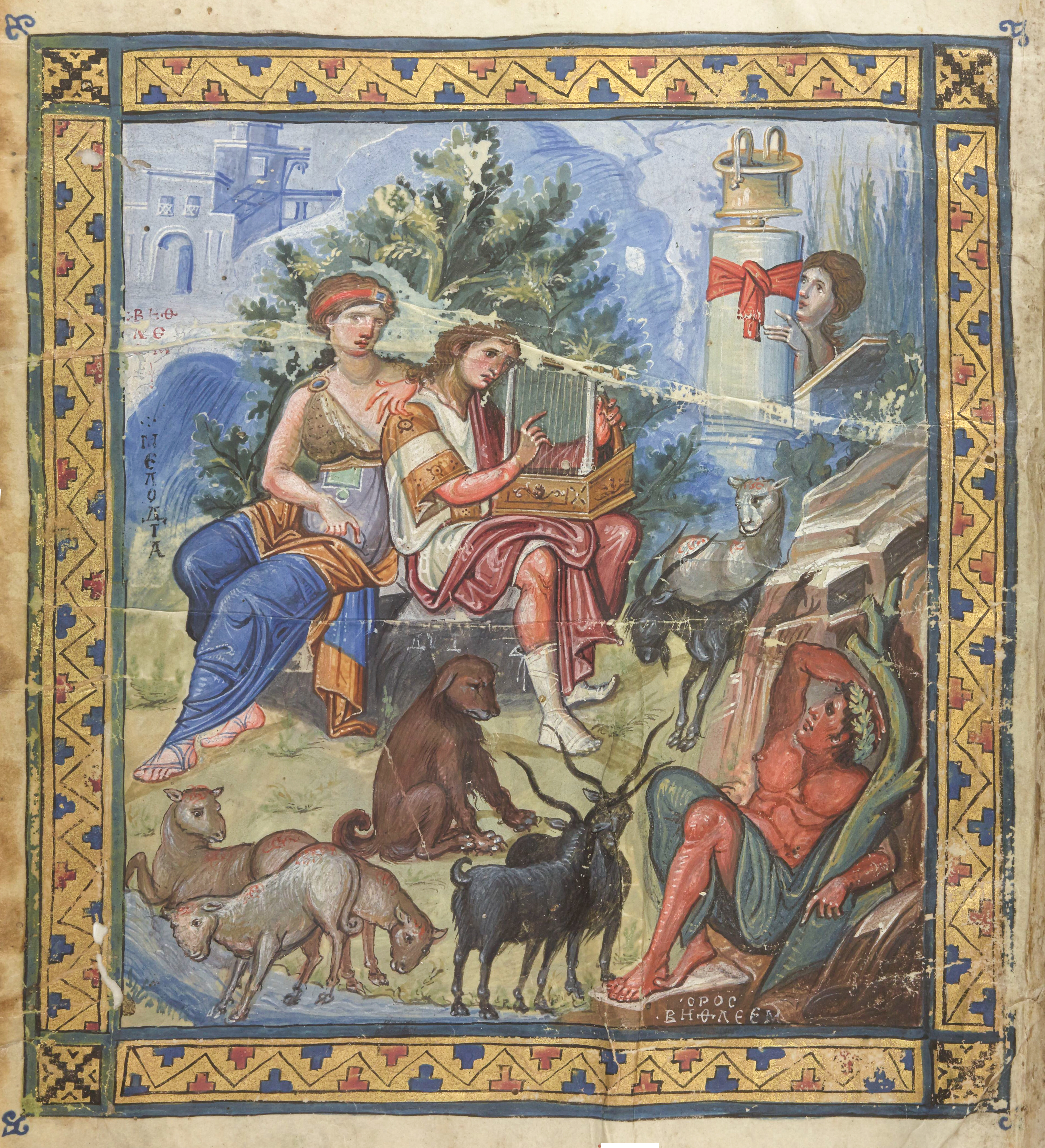
David spelar harpa. Målning.

Andlig musik, eller religiös musik är musik som utförs eller komponeras för ett religiöst syfte eller under religiös influens.
En hel del musik har blivit komponerad för att komplettera religion, och många kompositörer har hämtat inspiration från sin religion. Många former av folkmusik har anpassats för att passa religiösa syften eller har utvecklats från religiös musik. Kristen kyrkomusik har en lång historia. Johann Sebastian Bach, anses vara en av de viktigaste och mest inflytelserika kompositörer inom europeisk klassisk musik. Bach skrev den mesta av sin musik för den Lutherska kyrkan.
Religiös musik ändras ofta för att passa tiden, och för att ta ett exempel: modern kristen musik använder ofta melodier från varierande icke-kyrklig popmusik men med religiösa texter. Gospelmusik har alltid fungerat på detta sätt, till exempel så har musikstilen funk varit en viktig melodigivare för gospel. Under sent 1960-tal och tidigt 1970-tal började många gospelartister övergå till ett funkigare sound.

## Typer av andlig musik
- Afro-karibisk musik
- Buddhistisk musik
- Hinduistisk musik
- Judisk musik
- Kristen musik
- Muslimsk musik
- Rastafarimusik
- Satanistisk musik
- Sefardisk musik
- Shintoistisk musik
- Zoroastristisk musik

### Fotnoter
1. ↑  ”Gospel Funk” (på engelska). Light in the Attic. Arkiverad från originalet den 17 oktober 2017. https://web.archive.org/web/20171017042339/https://lightintheattic.net/releases/463-gospel-funk. Läst 17 oktober 2017.